# Dezoximetiltesztoszteron
A dezoximetiltesztoszteron (Madol) az anabolikus szteroidok közé tartozó szerves vegyület. Az egyik legelső „dizájner szteroid” volt, melyet teljesítménynövelőként árultak és adtak a sportolóknak. Állatkísérletek alapján az androgén receptorhoz körülbelül fele olyan erősen kötődik, mint a dihidrotesztoszteron, és a 17α-alkil-szteroidokra jellemző mellékhatásokat okoz, például nagyobb dózisban májkárosodást és bal szívkamrai rendellenességeket.
A dezoximetiltesztoszteront olykor „DMT”-nek rövidítik, bár nem azonos a dimetiltriptamin nevű hallucinogén vegyülettel, melyet rendszeresen DMT-nek hívnak.
A dezoximetiltesztoszteront 1961-ben fedezte fel Max Huffman, aki szabadalmaztatta is a vegyületet. Kereskedelmi termékként nem került piaci forgalomba, és csak néhány jelentéktelen cikk szólt róla, ameddig Patrick Arnold kémikus újra fel nem fedezte 2005-ben. Arnold újra előállította a vegyületet és felajánlotta a Bay Area Laboratory Co-operative-nek (BALCO), egy amerikai étrendkiegészítő termékeket gyártó cégnek.
A dezoximetiltesztoszteron 2-én szerkezete némileg szokatlan, mivel hiányzik róla a 3-keto csoport, amely csaknem az összes, kereskedelmi forgalomban elérhető anabolikus szteroid molekuláján megtalálható. Ez azonban nem jelenti azt, hogy a hatása gyenge lenne, klinikai vizsgálatokban megállapították, hogy szájon át szedve meglehetősen erős hatású. Patkányokon végzett vizsgálat szerint a dezoximetiltesztoszteron anabolikus hatása 160%-a a tesztoszteronénak, míg csak 60%-ra annyira androgén, így Q-aránya 6,5:1. Emberek esetén ez azt jelentheti, hogy kisebb valószínűséggel okoz kedvezőtlen mellékhatásokat, mint például hajhullást, aknét és prosztata-megnagyobbodást.
Érdekesség, hogy ugyan a dezoximetiltesztoszteron teljesen szintetikus eredetű vegyület, szerkezetileg csaknem azonos a delta2-androsztenollal, mely az elefántok és más emlősök által termelt természetes feromon.
2010. január 4-én a dezoximetiltesztoszteront az Egyesült Államokban ellenőrzött drognak minősítették és felkerült a tiltott szerek jegyzékének III. jegyzékébe. Erre az indoklás szerint azért volt szükség, mert a DMT (és hasonló anabolikus szteroidok) enyhe függőséget okozhatnak és korábban korlátozás nélkül, szabadon hozték ezeket kereskedelmi forgalomba.

## Fordítás
- Ez a szócikk részben vagy egészben a Desoxymethyltestosterone című angol Wikipédia-szócikk fordításán alapul.  Az eredeti cikk szerkesztőit annak laptörténete sorolja fel. Ez a jelzés csupán a megfogalmazás eredetét és a szerzői jogokat jelzi, nem szolgál a cikkben szereplő információk forrásmegjelöléseként.